# Aplocera kurilata
Aplocera kurilata är en fjärilsart som beskrevs av Felix Bryk 1942. Aplocera kurilata ingår i släktet Aplocera och familjen mätare. Inga underarter finns listade i Catalogue of Life.